# Zielniki
Zielniki – wieś w Polsce położona w województwie wielkopolskim, w powiecie średzkim, w gminie Środa Wielkopolska.
W latach 1975–1998 miejscowość administracyjnie należała do województwa poznańskiego.
Z boiska do piłki nożnej, położonego we wsi, korzysta klub Gryf Zielniki należący do Średzkiej Ligi Gminnej LZS.